# Никоян, Самвел Паргевович
Самвел Паргевович Никоян (арм. Սամվել  Նիկոյան, 13 февраля 1958, село Сарнахпюр, Анийский район,  Армянская ССР) — армянский политик, депутат Национального собрания Армении.

## Биография
- 1977—1982 — Ереванский политехнический институт. Инженер-механик.
- 1982—1990 — инженер-конструктор, старший инженер, начальник отдела, заместитель начальника производства, начальник цеха на Ереванском гидроаппаратном заводе.
- 1991—1994 — председатель кооператива «Салик» в Абовянском районе.
- 1995 — заместитель главного инженера Ереванского опытномашиностроительного завода.
- 1995—1998 — заведующий отделом торгово-промышленной палаты Армении.
- 1998—2003 — заместитель директора ГЗАО «Аймамул».
- 2003—2007 — депутат парламента. Член постоянной комиссии по внешним сношениям. Член фракции партии  «РПА».
- 12 мая 2007 — переизбран депутатом парламента. Член постоянной комиссии по внешним сношениям. Секретарь фракции «Республиканской партии Армении».
- 19 мая 2009 — избран вице-спикером парламента.
- 6 декабря 2011 — избран Спикером парламента.
- 6 мая 2012 — избран депутатом парламента.